# قطعنامه ۷۱۷ شورای امنیت
قطعنامه ۷۱۷ شورای امنیت سازمان ملل متحد که در تاریخ ۱۶ اکتبر ۱۹۹۱ تصویب شد، سندی بین‌المللی دربارهٔ وضعیت ‌کمبودیا است. این قطعنامه طی نشست ۳۰۱۴ام با ۱۵ رای موافق، ۰ مخالف و ۰ ممتنع تصویب شد.